# 張彫虎
張 彫虎（ちょう ちょうこ、519年 - 573年）は、東魏から北斉にかけての儒学者・官僚。本貫は中山郡北平県。

## 経歴
貧しく身分の低い生まれであったが、意気盛んで志節堅固であり、古典の学問を好んだ。書物を入れた箱を背負って師に従い、千里の道も遠しとしなかった。五経を全て通読し、とくに春秋三伝に明るかった。遠方からやってきて弟子となる者が百を数え、儒者たちも彫虎の論説に従うようになった。
東魏のとき、彫虎は明経として晋陽の霸府に召されて入り、高歓の命を受けて高歓の子たちに経書を読み聞かせた。殄寇将軍を初任とし、しばらくして太尉長流参軍・定州主簿に転じた。高澄に従って并州に赴き、常山王府長流参軍に任じられた。北斉の天保年間、永安王府参軍事となった。559年（天保10年）、文宣帝が晋陽で死去すると、彫虎は祠部郎中に抜擢され、葬儀の事務をつかさどり、帝の棺とともに鄴に帰った。560年（乾明元年）、国子博士に任じられた。平原郡太守に転じ、収賄の罪に問われて官を失った。561年（皇建2年）、武成帝が即位すると、旧恩により彫虎は通直散騎侍郎の位を受けた。琅邪王高儼が儒学に詳しい博士を求めると、彫虎が推薦されて選ばれた。ほどなく涇州刺史となった。しばらくして散騎常侍の位を受け、再び高儼のもとで儒学を講義した。後主の侍講であった馬敬徳が死去すると、彫虎は宮中に入って経書を講義した。後主に重んじられて侍読となり、張景仁とともに礼遇され、華光殿に入って『春秋』を講読した。国子祭酒の任を加えられ、仮の儀同三司とされ、待詔文林館をつとめた。
ときに胡人の何洪珍が後主に重用されており、張景仁と姻戚関係を結んだ。彫虎は張景仁の親戚だったことから、何洪珍と親密になり、公私にわたってその指南をつとめた。穆提婆と韓鳳は何洪珍とともに後主に近侍していたが、彫虎が何洪珍の知恵袋になっていると知ると、彫虎を忌み嫌うようになった。何洪珍は彫虎を監国史とするよう奏上した。まもなく彫虎は侍中に任じられ、開府を加えられた。度支（財政）の事務を上奏して、その権限を大幅に委任され、かれの上奏した意見の多くは後主に聞き入れられた。
韓鳳らは彫虎の政治関与が続くのを懸念して、かれを追い落とそうとひそかに画策した。573年（武平4年）、彫虎と崔季舒らが晋陽に行幸した後主を諫めると、韓鳳がこれを誣告した。10月辛丑に彫虎と崔季舒はともに処刑された。享年は55。

## 子女
- 張徳沖（員外散騎侍郎・太師府掾、中書舎人、父の死後は北辺に流され、南安王高思好が反乱を起こすと死去した）
- 張徳掲（父の死後は北辺に流され、南安王高思好が反乱を起こすと死去した）

## 伝記資料
- 『北斉書』巻44 列伝第36
- 『北史』巻81 列伝第69